# Шэннон, Хоуи
Ховард Пэйн «Хоуи» Шэннон (англ. Howard Payne "Howie" Shannon; 10 июня 1923 года, Манхаттан, штат Канзас — 16 августа 1995 года, Плейно, штат Техас) — американский профессиональный баскетболист и тренер.

## Карьера игрока
Играл на позиции атакующего защитника и лёгкого форварда. Учился в Университете Северного Техаса и Университете штата Канзас, в 1949 году был выбран на драфте НБА под 1-м номером командой «Провиденс Стимроллерс». Позже выступал за команду «Бостон Селтикс». Всего в НБА провёл 2 сезона. В своём дебютном сезоне он в среднем за игру набирал 13,4 очка и был назван новичком года НБА (НБА до сих пор официально не признаёт результаты голосования до сезона 1952/53, так как в 1948—1952 годах новичок года выбирался авторами газетных публикаций). Всего за карьеру в НБА сыграл 122 игры, в которых набрал 1323 очка (в среднем 10,8 за игру) и сделал 299 передач.

## Карьера тренера
После завершения профессиональной карьеры игрока проработал четыре года на должности главного тренера в школьной команде города Топика (1950—1954). Затем в течение десяти лет был ассистентом Текса Уинтера в команде «Канзас Стэйт Уайлдкэтс» (1954—1964). В конце тренерской карьеры на протяжении семи лет работал главным тренером команды «Виргиния Тек Хокис» (1964—1971). В 1960 году на Летних Олимпийских играх в Риме руководил мужской сборной Пуэрто-Рико, которая дебютировала на соревнованиях столь высокого ранга, однако его команда заняла лишь 13-е место.

## Смерть
Хоуи Шэннон умер от бронхогенной карциномы 16 августа 1995 года в городе Плейно (штат Техас) в возрасте 72 лет.

## Статистика

### Статистика в НБА
| Сезон                                                                                    | Команда   | Регулярный сезон | Регулярный сезон | Регулярный сезон | Регулярный сезон | Регулярный сезон | Регулярный сезон | Регулярный сезон | Регулярный сезон | Регулярный сезон | Регулярный сезон | Регулярный сезон | Серия плей-офф | Серия плей-офф | Серия плей-офф | Серия плей-офф | Серия плей-офф | Серия плей-офф | Серия плей-офф | Серия плей-офф | Серия плей-офф | Серия плей-офф | Серия плей-офф |
| Сезон                                                                                    | Команда   | GP               | GS               | MPG              | FG%              | 3P%              | FT%              | RPG              | APG              | SPG              | BPG              | PPG              | GP             | GS             | MPG            | FG%            | 3P%            | FT%            | RPG            | APG            | SPG            | BPG            | PPG            |
| ---------------------------------------------------------------------------------------- | --------- | ---------------- | ---------------- | ---------------- | ---------------- | ---------------- | ---------------- | ---------------- | ---------------- | ---------------- | ---------------- | ---------------- | -------------- | -------------- | -------------- | -------------- | -------------- | -------------- | -------------- | -------------- | -------------- | -------------- | -------------- |
| 1948/49                                                                                  | Провиденс | 55               | -                | 0,0              | 36,4             | -                | 80,4             | 0,0              | 2,3              | -                | -                | 13,4             | Не участвовал  | Не участвовал  | Не участвовал  | Не участвовал  | Не участвовал  | Не участвовал  | Не участвовал  | Не участвовал  | Не участвовал  | Не участвовал  | Не участвовал  |
| 1949/50                                                                                  | Бостон    | 67               | -                | 0,0              | 34,4             | -                | 78,6             | 0,0              | 2,6              | -                | -                | 8,8              | Не участвовал  | Не участвовал  | Не участвовал  | Не участвовал  | Не участвовал  | Не участвовал  | Не участвовал  | Не участвовал  | Не участвовал  | Не участвовал  | Не участвовал  |
|                                                                                          | Всего     | 122              | -                | 0,0              | 35,5             | -                | 79,5             | 0,0              | 2,5              | -                | -                | 10,8             | Не участвовал  | Не участвовал  | Не участвовал  | Не участвовал  | Не участвовал  | Не участвовал  | Не участвовал  | Не участвовал  | Не участвовал  | Не участвовал  | Не участвовал  |
| Наведите курсор мыши на аббревиатуры в заголовке таблицы, чтобы прочесть их расшифровку. |           |                  |                  |                  |                  |                  |                  |                  |                  |                  |                  |                  |                |                |                |                |                |                |                |                |                |                |                |